# Črniče
Črniče é uma vila localizada no município de Ajdovščina na Eslovênia. Possuía uma população estimada de 411 habitantes em 2020.